# السحب والشنق والإرباع

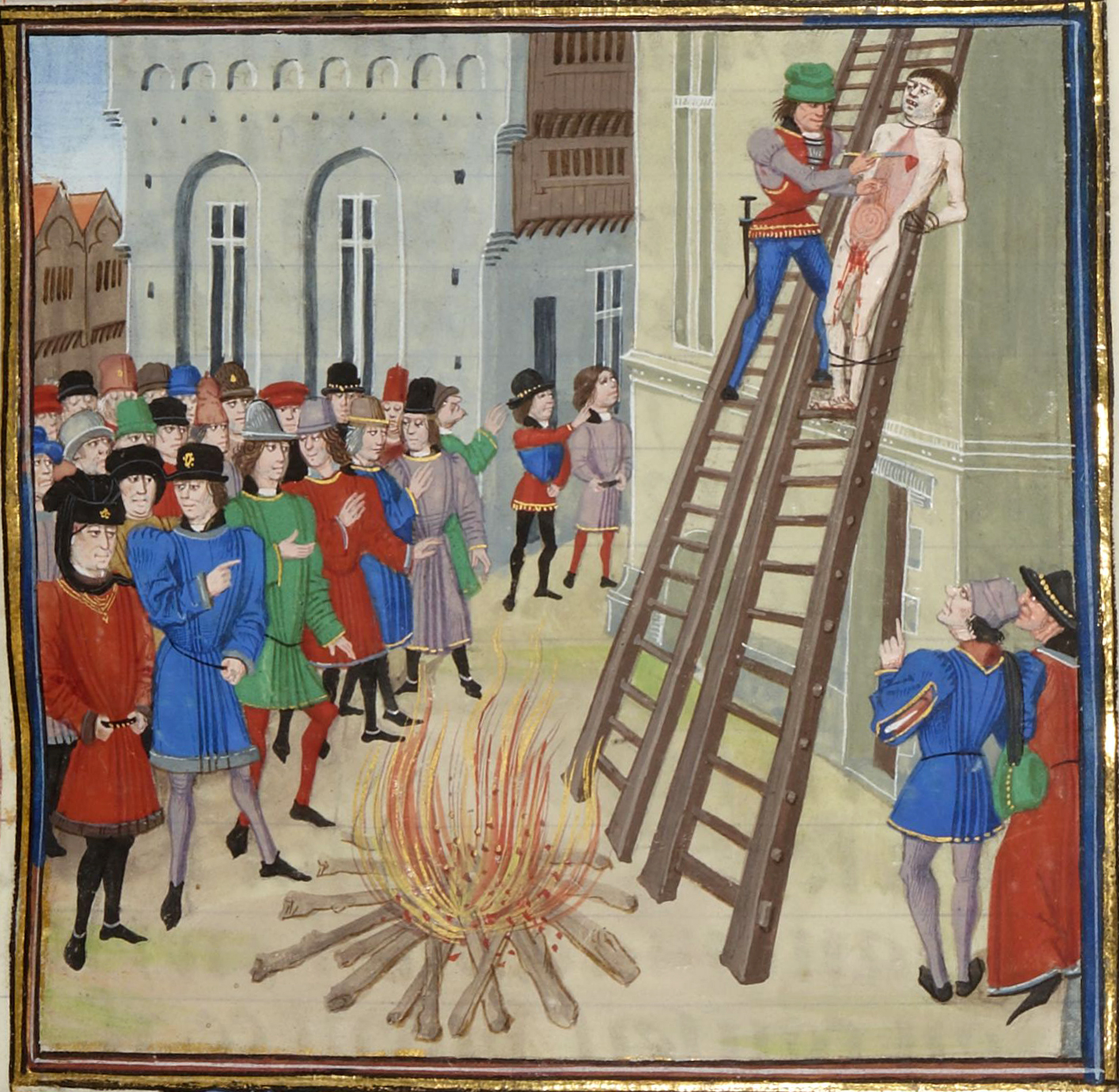
إعدام اللورد هيو ديسبنسر الأصغر بطريقة السحب والشنق والإرباع

إن الشنق والسحب والإرباع (التقطيع إلى أربعة أجزاء) كان عقوبة من حكم عليهم بالخيانة العظمى في إنجلترا منذ 1352، بالرغم من أن أول ظهور مسجل لهذة المراسم كان خلال عهد الملك هنري الثالث ملك إنجلترا(1216-1272)،ووريثة إدوارد الأول ملك إنجلترا (1272-1307).لقد كان يتم ربط المدانين بلوح من الخشب ويتم سحبهم بواسطة حصان إلى مكان الأعدام حيث كان يتم شنقهم (تقريباّ إلى حد الموت)، ثم يُخصى وتُنزع أحشاؤه ويُقطع رأسه ويُقطع جسده إلى 4 أجزاء. تُعرض بقايا المُدان في أماكن بارزة على طول البلاد، مثل جسر لندن، كي يُذكّر الناس بمصير الخونة. ولأسباب تتعلق بالآداب العامة، تُحرق النساء المدانات بالخيانة العُظمى.
تُقاس شدة العقاب وفقًا لخطورة الجريمة. اعتُبرت الخيانة العظمى هجومًا على السلطة الملكية، وكانت عملًا شديد البشاعة يتطلب إنزال أقسى أشكال العقاب. عُدلت الأحكام الجزائية لبعض المدانين، فكان عقابهم أخف ولاقوا نهاية أقل قبحًا، لكن على مر مئات السنين، أُدين الرجال بالخيانة العظمى وتعرضوا للعقوبات القصوى وفقًا للقانون. كان القساوسة الكاثوليك الإنجليز من بين المدانين الذين تعرضوا للإعدام خلال العصر الإليزابيثي، والعديد من الأشخاص الذين اشتركوا في إعدام الملك تشارلز الأول عام 1649.
ما يزال تعريف الخيانة العظمى وفقًا لقانون البرلمان موجودًا في الكتب التشريعية للمملكة المتحدة، لكن شهدت البلاد فترة طويلة من الإصلاح القانوني في القرن التاسع عشر، فعُدّل حكم الإعدام والسحب والإرباع، وأصبح الحكم قائمًا على السحب والشنق حتى الموت، ثم قطع رأس المتوفي وتقسيم جسده إلى 4 أجزاء، ثم أُلغي الحُكم في إنجلترا عام 1870. وأُلغيت عقوبة الإعدام لمرتكبي الخيانة كُليًا عام 1998.

## الخيانة في إنجلترا
خلال فترة العصور الوسطى العليا، تعرّض المدانون بالخيانة في إنجلترا إلى شتى أنواع العقاب، مثل السحب والشنق. وفي القرن الثالث عشر، طُرحت عقوبات أخرى أشد قسوة، مثل نزع الأحشاء والحرق وقطع الرأس والإرباع. وصف المؤرخ الإنجليزي ماثيو باريس في القرن الثالث عشر ما حصل عام 1238، حينما حاول رجل مسلح ومتعلّم قتل الملك هنري الثالث. سجّل المؤرخ في شهادته تفاصيلًا مروّعة عن إعدام القاتل: «سُحب ثم قُطع رأسه وقُسّم جسده إلى 3 أجزاء: ثم سُحب كل جزء عبر إحدى المدن الإنجليزية الرئيسة، ثم عُلّق على مشنقة مخصصة للصوص». أُرسل القاتل بناءً على طلب ويليام دي ماريسكو، وهو رجل خارج عن القانون، قتل قبل عدة سنوات رجلًا آخر خاضعًا للحماية الملكية، ثم هرب إلى جزيرة لوندي. أُلقي القبض على دي ماريسكو عام 1242، وسُحب بناءً على أمر الملك هنري من ويستمينستر إلى برج لندن كي يُعدم. أُعدم شنقًا هناك حتى الموت. نُزعت الأحشاء من جثته ثم حُرقت، وقُطع جسده إلى 4 أجزاء، ووُزعت الأجزاء الأربعة على المدن عبر البلاد. تكررت تلك العقوبة بشدة في عهد الملك إدوارد الأول.
كان الأمير الويلزي ديفيد أب غرفرد أول نبيل في إنجلترا يتعرض لعقوبة الشنق والسحب والإرباع بعدما انقلب على الملك وأعلن نفسه أميرًا على ويلز ولورد سنودن. أثارت ثورة ديفيد غضب إدوارد بشدة، فأمر ابتكار عقوبة جديدة. لذا، عقب اعتقاله ومحاكمته عام 1283 بتهمة الخيانة، سُحب الأمير بواسطة حصانٍ إلى مكان الإعدام، وشُنق حيًا جراء قتله النبلاء الإنجليز، ونُزعت أحشاؤه وأُحرقت لارتكابه جريمة القتل في عيد الفصح. ثم أُربع جسده وأُرسلت الأجزاء المقطوعة إلى مناطق مختلفة من البلاد جراء تآمره ضد الملك، ووُضع رأسه على قمة برج لندن. عانى القائد الاسكوتلندي السير ويليام والاس من المصير ذاته. فأُلقي القبض عليه وحوكم عام 1305، ثم أُجبر على ارتداء تاجٍ مكلل بأوراق الغار، وسُحب إلى سميثفيلد حيث شُنق وقُطع رأسه. أُحرقت أحشاؤه ورُبعت جثته. ثم أُرسل رأسه إلى جسر لندن، والأجزاء المقتطعة من جسده إلى نيوكاسل وبيرويك وستيرلنغ وبيرث.

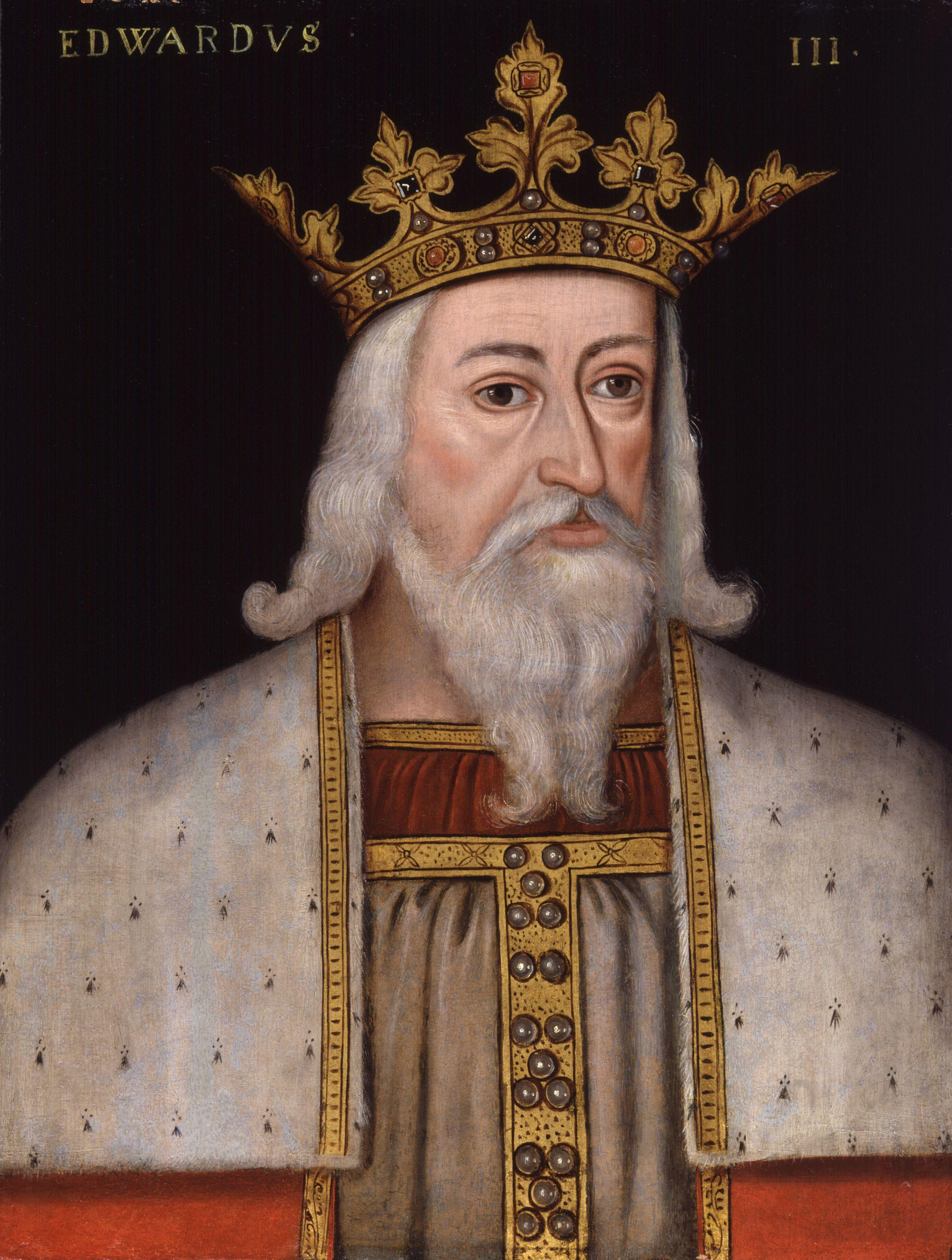
إدوارد الثالث

وقعت تلك الإعدامات بتهمة الخيانة في إنجلترا، وهناك شخصيات أخرى بارزة تعرّض لتلك الممارسات مثل أندرو هاركلاي الإيرل الأول لكارليزل وهيو ديسبنسر الأصغر، وحدثت جميعها في عصر الملك إدوارد الثاني. بالرغم من أن عقوبة الخيانة لم تعرّف بشكل واضحٍ في القانون العام.  ترتكز الخيانة على معارضة ولاء الحاكم لمن هم فوق سن الرابعة عشر، ويقرر الملك ومستشاروه إذا خرق الشخص الولاء أم لا. فسّر قضاة الملك إدوارد الثالث، بشكل حماسي ومتعصب، ماهية النشاطات التي تستوفي تهمة الخيانة، فجعلوا الجرائم خيانة، وجعلوا من المتهم مغتصبًا للعرش والسلطة الملكيتين، فأدى ذلك إلى مطالب برلمانية تقتضي توضيح القانون. فأعلن الملك إدوارد عن قانون الخيانة 1351، وسرى مفعوله في فترة من التاريخ الإنجليزي كان حقّ الملك في الحكم خلالها لا مجال للطعن فيه، فعمل القانون أساسًا على حماية العرش والسلطة الملكية. أعطى القانون الجديد تعريفًا أقل وضوحًا للخيانة من القانون السابق، وجزّأ الجريمة إلى صنفين، الخيانة الصغرى، والتي تشير إلى مقتل لوردٍ أو سيد ما على يد خادمه، أو مقتل زوجٍ على يد زوجته، أو مقتل أُسقف متقدم –رتبة تعلو الأسقف– على يد رجل دين أو قس. يتعرض الرجال المتهمون بالخيانة الصغرى إلى السحب والشنق، أما النساء فتُحرقن على الوتد.
مثّلت الخيانة العظمى جريمة مشينة. اعتُبرت محاولة تقويض سلطة الملك أمرًا خطيرًا، وكأن المتهم هاجم الملك شخصيًا، وذلك اعتداءٌ على مكانته باعتباره حاكمًا مطلقًا، وتهديدٌ مباشرٌ لحقّ الملك في الحكم. وبما أن الخيانة العظمى تقوّض أيضًا سلطة الدولة بأكملها، فالعقاب على هذه الجريمة ضرورة مطلقة، وتستحق تلك الجريمة أقسى أنواع العقاب. الفرق العملي إذًا بين الخيانة العظمى والصغرى هو عقاب المتهم: فبدلًا من سحب المتهم وشنقه، يُشنق المتهم ثم يسحب ويُقطع جسده إلى 4 أجزاء. ولأسباب تتعلق بالحياء العام، تُسحب النساء وتحرقن فقط (حيث اعتُبر جسد المرأة تشريحيًا غير ملائمٍ للحكم). وفقًا للقانون، يرتكب الشخص خيانة عظمى عند: التخطيط لقتل الملك أو التفكير بذلك، أو قتل زوجته أو ابنه البكر وريث العرش، والاعتداء على زوجة الملك أو ابنته الكبرى إذا لم تكن متزوجة، أو زوجة ابنه البكر ووريث العرش، أو إعلان الحرب على الملك ضمن مملكته، والانحياز لأعداء الملك ضمن مملكته، وتقديم المساعدات والمسكن لهم ضمن المملكة، تزوير ختم الملك أو المملكة أو العملة الملكية، استيراد أموالٍ مزورة عن قصد، قتل المستشار أو أمين الخزينة أو أحد مستشاري الملك وقضاته أثناء أدائهم مهامهم. لم يضع القانون حدًا لسلطة الملك في تحديد حجم الخيانة. واحتوى القانون حكمًا يسمح للقضاة بالاجتهاد في تقدير حجم الخيانة حينما يتطلب الأمر ذلك، تُعرف تلك العملية بالخيانة الاستدلالية. طُبق القانون أيضًا على مستعمرات ما وراء البحار التابعة لبريطانيا في الأمريكيتين، لكن الوثيقة الوحيدة التي تُثبت تعرض شخصٍ للسحب والشنق والإرباع تعود لرجل يدعى جوشوا تيفت، وهو مستعمر إنجليزي اتُهم بالقتال إلى جانب شعب ناراجانسيت خلال معركة المستنقع العظمى. أُعدم الرجل في شهر يناير من عام 1676. أما الحالات اللاحقة، فانتهت إما بالعفو أو بالشنق فقط.
يُطلب من شخصٍ واحدٍ فقط أن يشهد ضد المتهم بالخيانة، لكن في عام 1547، ازداد عدد الأشخاص المطلوب شهادتهم إلى اثنين. يسأل المجلس الخاص بالمملكة المتهمَ بالخيانة أولًا بشكل سري وخاص، ثم تجري محاكمته علانية. لم يُسمح للمتهم بجلب شهودٍ أو تعيين محام دفاع (مستشار دفاع)، وغالبًا ما يُفترض منذ البداية أن المتهمَ مذنبٌ. أي على مدى قرون، كان أي شخص يُتهم بالخيانة عاجزًا قانونيًا على إثبات براءته.